# Rober (labdarúgó)
Roberto González Bayón (Mérida, 2001. január 8. –) spanyol korosztályos válogatott labdarúgó, a holland NEC Nijmegen csatárja kölcsönben a Real Betis csapatától.

## Pályafutása

### Klubcsapatokban
Rober a spanyolországi Mérida városában született. Az ifjúsági pályafutását a Real Betis akadémiájánál kezdte.
2017-ben mutatkozott be a Real Betis tartalék, majd a 2018-ban az első osztályban szereplő felnőtt keretében. Először a 2021. augusztus 14-ei, Mallorca ellen 1–1-es döntetlennel zárult mérkőzés 55. percében, Rodri cseréjeként lépett pályára. 2020 és 2024 között kétszer a Las Palmas és egy-egy alkalommal az Alavés és a holland NEC Nijmegen csapatát erősítette kölcsönben.

### A válogatottban
Rober az U16-os, az U17-es, az U18-as és az U20-as korosztályú válogatottakban is képviselte Spanyolországot.

## Statisztikák
2023. június 11. szerint
| Klub                    | Szezon   | Osztály          | Bajnokság | Bajnokság | Kupa és Ligakupa | Kupa és Ligakupa | Nemzetközi | Nemzetközi | Összesen | Összesen |
| Klub                    | Szezon   | Osztály          | Meccs     | Gól       | Meccs            | Gól              | Meccs      | Gól        | Meccs    | Gól      |
| ----------------------- | -------- | ---------------- | --------- | --------- | ---------------- | ---------------- | ---------- | ---------- | -------- | -------- |
| Real Betis              | 2018–19  | La Liga          | 0         | 0         | 1                | 0                | —          | —          | 1        | 0        |
| Real Betis              | 2021–22  | La Liga          | 4         | 0         | 1                | 0                | 3          | 0          | 8        | 0        |
| Real Betis              | 2022–23  | La Liga          | 2         | 0         | 0                | 0                | —          | —          | 2        | 0        |
| Real Betis              | Összesen | Összesen         | 6         | 0         | 2                | 0                | 3          | 0          | 11       | 0        |
| Las Palmas (kölcsönben) | 2020–21  | Segunda División | 30        | 8         | 1                | 0                | —          | —          | 31       | 8        |
| Las Palmas (kölcsönben) | 2021–22  | Segunda División | 20        | 2         | 0                | 0                | —          | —          | 20       | 2        |
| Las Palmas (kölcsönben) | Összesen | Összesen         | 50        | 10        | 1                | 0                | 0          | 0          | 51       | 10       |
| Alavés (kölcsönben)     | 2022–23  | Segunda División | 29        | 2         | 4                | 0                | —          | —          | 33       | 2        |
| Összesen                | Összesen | Összesen         | 85        | 12        | 7                | 0                | 3          | 0          | 95       | 12       |